# Randy Blue
Randy Blue là một studio kiêm trang web phim khiêu dâm đồng tính. Công ty này thường xuyên phát hành những DVD kèm theo câu Randy Blue Thực hiện và những bộ phim dưới tên Randy Blue Trân trọng Giới thiệu.

## Các giải thưởng
- Người chiến thắng giải Cybersocket Web Awards 2005, 2006, 2007, 2008, 2009 và 2010 cho hạng mục Nội dung Độc quyền Xuất sắc nhất.[3]
- Người chiến thắng giải Cybersocket Web Awards 2005 và 2006 cho hang mục Trang web Đồng tính Người lớn Xuất sắc nhất.[3]
- Đề cử cho giải XBIZ Awards 2010 ở hạng mục Công ty GLBT của năm và Bộ phim Đồng tính của Năm với bộ phim "That '70s Gay Porn Movie".[4]
- Người chiến thắng cho giải Weho Awards 2010 cho hạng mục Trang web Người lớn Xuất sắc nhất.
- Người chiến thắng cho giải Grabbys cho hạng mục Trang web Phim khiêu dâm Xuất sắc nhất

## Người mẫu
- Blake Riley
- Eddie Diaz
- Chris Rockway
- Reese Rideout
- Xander Scott
- Rocky Houston
- Cody Fallon
- Jeremy Walker
- Leo Giamani
- Derrek Diamond
- Brent Diggs
- Colby Keller
- Cayden Ross
- Chip Tanner
- Benjamin Bradley
- Diego Sans
- Micah Brandt
- Riley Price
- Johnny Hazzard
- Jeremy Walker
- Dakota Rivers
- Jarrett Rexx
- James Hawk
- Derrek Diamond
- Porter Wescott
- Nicco Sky
- Gunner Pierce
- Andrew Stark
- Alex Eden
- Max London
- Cooper Dang
- Jordan Levine

## Đạo diễn Hiện tại/Cũ
- Randy Blue
- Jeremy Lucido
- Ian Moran
- Evil Jeff
- A. Be
- Brian Wow
- Captain Limur
- Nick Foxx